# Coréon Dú
José Eduardo Paulino dos Santos (Luanda, 28 de Setembro de 1984), mais conhecido pelo nome artístico Coréon Dú, é cantor, director criativo e produtor angolano. É conhecido pelo seu estilo musical e pela contribuição em projectos inspirados na cultura angolana nos domínios da música, dança, moda, TV e cinema.
Entre os seus vários projectos, destacam-se o documentário, "I Love Kuduro", os álbuns em nome próprio, "The Coréon Experiment" e "Binario", a produção da novela Windeck, nomeada para um Emmy internacional, na categoria de "Telenovela" e o seu trabalho actual com a label independente, Da Banda, que promove a música de influência angolana internacionalmente.

## Biografia
Filho de Maria Luísa Perdigão Abrantes e José Eduardo dos Santos, Coréon Dú nasceu em Luanda, Angola.  Passou os primeiros anos de vida em Luanda, Angola e, alguns anos após a separação dos pais, com oito anos, Coréon mudou-se para Lisboa, Portugal, para casa dos avós maternos. Mais tarde mudou-se para os Estados Unidos. Com a idade de 11 anos, mudou-se, com a mãe, para o norte do estado da Virgínia, perto de Washington DC. Durante o ciclo preparatório, descobriu que sabia cantar e começou a cultivar esse talento. Durante a escola secundária tornou-se solista no coro da escola, desenvolvendo um grande interesse por musicais.
Coréon continuou a actuar em coros, durante o seu curso universitário, na Universidade Loyola Maryland, onde tirou o bacharelato em comunicação social. Em 2010 fez o mestrado em dança para teatro, no Conservatório de Música e Dança Trinity Laban, em Londres.
Coréon Dú provém de uma família musical. O primo do seu avô, Liceu Vieira Dias, foi membro fundador do grupo N'gola Ritmos. O seu filho, o músico Carlitos Vieira Dias desempenhou um papel fundamental, ao apresentar Coréon, seu sobrinho, a Filipe Mukenga e Filipe Zau, dois dos mais icónicos compositores angolanos. Os dois escreveram as músicas "Serpente" e "Ilha", respectivamente, que se tornaram grandes êxitos do primeiro álbum de Coréon Dú.
André Mingas, sobrinho de Liceu, foi também uma importante força motora da música de Coréon, ao escrever "Lemba", canção muito bem recebida em Angola.
O primo do pai, Beto Gourgel, foi um dos mais conhecidos comediantes e músicos. O seu filho, Kizua Gourgel é também um cantor-compositor muito bem sucedido em Angola. No início dos anos 2000, as primeiras aparições públicas de Coréon Dú aconteceram com a banda de Kizua, durante alguns dos seus concertos, nas discotecas de Luanda.

## Carreira
Inspirado por uma viagem à província angolana de Huíla, em 2000, durante as férias de Verão, Coréon Dú começou a desenhar roupas, inspirado pelo padrão da Samakaka e outros têxteis de inspiração africana. Estes modelos foram maioritariamente usados por amigos e família, criando um burburinho em Luanda, que levou à criação da sua primeira empresa, ZIE Designs, com a sua prima, Emília Abrantes, em 2001. A Z|E Designs apresentou colecções na edição inaugural do Angola Fashion Week, em 2001, assim como em outros eventos locais como o Moda Luanda Fashion Awards. Outras participações consideráveis incluem a peça de teatro, Jacto de Sangue, que teve a participação do actor brasileiro, Sérgio Menezes e para a série angolana para adolescentes, Sede de Viver.  Após 2004, a Z|E focou-se, principalmente na produção de eventos, tendo a sua última apresentação, na área da moda, na Trienal de Luanda, em 2007.
Ao regressar definitivamente a Angola, em 2006, Coréon Dú começou a Semba Comunicação como uma agência boutique de branding e comunicação. Com o decorrer do tempo, a empresa evoluiu para uma das principais produtoras de conteúdo, no mercado angolano, com projectos como o programa de televisão Bounce e a telenovela Windeck. Windeck estreou em Angola, em Agosto de 2013, com enorme sucesso, conquistando em seguida, as audiências portuguesas, ao passar na RTP1, ao início da tarde. Windeck é apenas um dos projectos em que Coréon esteve envolvido mas é, provavelmente, o mais inovador e provocador de todos. Ao ter sido nomeado para melhor Telenovela, em 2013, nos International Emmy Awards, expandiu-se para os mercados de língua inglesa e francesa.
Outra recente produção inclui o documentário I Love Kuduro, que partilha o nome com o popular festival do género.  As suas explorações na cinematografia ganharam alguma notoriedade com a inclusão do seu filme, Momentos de Glória, no Oaxaca Film Festival, na categoria de Melhor Curta Experimental. A sua dissertação audiovisual, Festa de Quintal, chamou também a atenção, não só entre os meios académicos como em alguns circuitos de festivais. O filme é dividido em duas partes, uma documental e um filme de dança conceptual sobre a tradição de festas caseiras, usando a tradicional festa de quintal angolana como um template. Njinga, Rainha de Angola é, até ao momento, a produção mais ambiciosa de Coréon Dú. O filme histórico, situado no século XVII, sobre a rainha Njinga Mbande, estreou com enorme procura em Angola, em Novembro de 2013.
Em 2010, Coréon lançou seu álbum de estreia "The Coréon Experiment"; uma fusão de sons que reflecte suas principais influências musicais, misturando Pop com Semba, Jazz, Kilapanga, Funk, Bossanova, Rock, Kuduro, Kizomba e ritmos latinos. O álbum levou-o a festivais de jazz internacionais, incluindo uma apresentação no Festival de Jazz de Madrid em 2012, que elevou Coréon Dú no mercado mundial.
O disco, produzido pelo vencedor de um Latin Grammy, o brasileiro, Luiz Brasil, contou com participações de artistas como Luciana Abreu, Irina, Jeff Brown e Heavy C.
Em 2011 conta com performances no Winter Music Conference, em Miami. E 2013 esteve na primeira edição do festival LusoFone, em Braga, Portugal, e em 2013 no FestiSumbe e na Feira Internacional de Luanda.
Em 2013, o cantor lançou o seu clube de fãs, WeDú - The Coréon Dú Creative Community e, para marcar a ocasião, lançou, ao mesmo tempo, "The We Dú Experiment", um álbum de remixes, que incluiu também novas interpretações de canções desenvolvidas com uma série de colaboradores internacionais, incluindo Phil Asher, Daniel Haaksman, DJ Spooky, DJ Satellite, Luiz Brasil, José de Divina, Elias de Menezes, Jerry Charbonier, Lenni Sez e Nuno Mendes.
Este projecto foi acompanhado por uma série de videoclips conceptuais, fazendo uso das paisagens naturais e urbanas do seu país, misturando-as com conceitos e peças avant-garde, o que lhe rendeu inúmeros elogios, não só dos fãs, como da crítica.
Devido à sua afinidade com a música caribenha e latina, Coréon Dú, com a ajuda do galardoado produtor Andres Levin, iniciou a produção do seu segundo álbum de originais. O álbum, "Binario", foi gravado entre Nova Iorque, Los Angeles, Rio de Janeiro, Havana, Miami e Austin e foi apresentado em Setembro, em Nova Iorque. O seu primeiro single deste trabalho, "Bailando Kizomba" foi lançado em Fevereiro de 2014, tendo alcançado a posição 14 no Billboard Tropical Chart e tendo permanecido nos primeiros 30 lugares do top entre a Primavera de 2014 e o Outono do mesmo ano.
O seu segundo single, Amor Robotico, seguiu as pisadas de Bailado Kizomba, tendo sido presença assídua no mesmo top.
Além dos seus próprios álbuns, Coréon Dú tem sido convidado em canções de músicos como Os Namayer, Leo, Filipe Mukenga e Filipe Zau, Noite e Dia, e Maskarado. Recentemente acompanhou o cantor brasileiro Seu Jorge, nos concertos de Outubro de 2013, em Luanda.

## Discografia

### Enquanto artista a solo
| Year | Album                                                                  | Peak chart positions | Peak chart positions | Certifications |
| Year | Album                                                                  | US                   |                      | Certifications |
| ---- | ---------------------------------------------------------------------- | -------------------- | -------------------- | -------------- |
| 2010 | The Coréon Experiment - Released: September 23, 2010 - Label: Da Banda | –                    | –                    |                |
| 2013 | The WeDú Experiment - Released: September 14, 2013 - Label: Da Banda   | –                    | –                    |                |
| 2014 | Binario - Release: September 9, 2014 - Label: Da Banda                 | –                    | –                    |                |
| 2018 | The Love Experiment - Release: November 15, 2018 - Label: WeDú         | –                    | –                    |                |
| 2019 | The Love Experiment ( Deluxe) - Release: July 28, 2019 - Label: WeDú   | –                    | –                    |                |

## Singles
| Ano              | Single             | Posição no top | Posição no top | Certificações | Álbum               |                       |
| Ano              | Single             | US Tropical    | US Latin Pop   | Certificações | Álbum               |                       |
| ---------------- | ------------------ | -------------- | -------------- | ------------- | ------------------- | --------------------- |
| 2010             | 2010               | "Dancefloor"   | -              | -             |                     | The Coréon Experiment |
| 2010             | 2010               | "Ilha"         | -              | -             |                     | The Coréon Experiment |
| 2011             | "Yo Soy de Otra"   | -              | -              |               |                     | The Coréon Experiment |
| 2013             | "Set Me Free"      | -              | -              |               | The WeDú Experiment |                       |
| 2013             | "Kuduro Luvin'"    | -              | -              |               | The WeDú Experiment |                       |
| 2014             | "Bailando Kizomba" | 14             | 25             |               | Binario             |                       |
| 2014             | "Amor Robotico"    | 26             | -              |               | Binario             |                       |
| 2015             | "Que Paso"         |                |                |               | Binario             |                       |
| 2018             | "Sol Raiar"        |                |                |               |                     |                       |
| "Yo Soy de Otra" |                    |                |                |               |                     |                       |
| "Puedes Ser Tú"  |                    |                |                |               |                     |                       |
| 2019             | "Ne Me Quitte Pas" |                |                |               |                     |                       |

## Filmografia
| Ano  | Título                                     | Função                                                                            |
| ---- | ------------------------------------------ | --------------------------------------------------------------------------------- |
| 2015 | Vontade de Vencer                          | Produtor Executivo                                                                |
| 2014 | Jikulumessu                                | Criador, Guionista, Produtor Executivo                                            |
| 2014 | I Love Kuduro                              | Produtor Executivo, Guionista, Produtor                                           |
| 2013 | Njinga, Rainha de Angola                   | Produtor Executivo, Produtor                                                      |
| 2012 | Festa de Quintal                           | Produtor Executivo, Guionista, Produtor, Realizador, Director de Arte, Compositor |
| 2012 | Festa de Quintal: The Angolan Home Theatre | Produtor Executivo, Guionista, Produtor                                           |
| 2012 | Windeck                                    | Criador, Guionista, Produtor Executivo, Director Criativo                         |
| 2008 | Momentos de Glória                         | Produtor, Guionista                                                               |

## Prémios e Nomeações
Depois do jornalista e blogger mexicano, Luis GyG o ter considerado o mais bem guardado segredo de África, em 2014, a revista Forbes elegeu Coréon Dú como um dos 15 criativos que estão a moldar o continente africano, em 2015. As menções na media são apenas um aspecto do crescente reconhecimento do trabalho do artista na industria criativa nacional e internacionalmente.

### African Movie Awards
| Ano  | Título                    | Categoria                                  | Resultado |
| ---- | ------------------------- | ------------------------------------------ | --------- |
| 2015 | Njinga - Rainha de Angola | Melhor Caracterização                      | Vencedor  |
|      |                           | Melhor Actriz Principal - Lesliana Pereira | Vencedor  |

### Seoul International Drama Awards
| Ano  | Título                       | Categoria         | Resultado |
| ---- | ---------------------------- | ----------------- | --------- |
| 2015 | Jikulumessu (Open Your Eyes) | Best Serial Drama | Vencedor  |

### AFRIMMA
| Ano  | Categoria                                                            | Resultado          |
| ---- | -------------------------------------------------------------------- | ------------------ |
| 2015 | Best Male Central Africa (Melhor Cantor Masculino da África Central) | Nomeado (em curso) |

### Angola Fashion Awards
| Ano  | Categoria    | Resultado |
| ---- | ------------ | --------- |
| 2015 | Homem do Ano | Vencedor  |

### Emmy
| Ano  | Título  | Categoria         | Resultado |
| ---- | ------- | ----------------- | --------- |
| 2013 | Windeck | Melhor Telenovela | Nomeado   |

### Oaxaca FilmFest
| Ano  | Título             | Categoria                 | Resultado |
| ---- | ------------------ | ------------------------- | --------- |
| 2010 | Momentos de Glória | Melhor Curta Experimental | Nomeado   |

### Angola Music Awards
| Ano  | Categoria                                             | Resultado |
| ---- | ----------------------------------------------------- | --------- |
| 2014 | Melhor Videoclip "Set Me Free (Zouk Kizombada Remix)" | Vencedor  |
| 2015 | Melhor Videoclip "Amor Robotico"                      | Vencedor  |

## Ligações à moda
Desde jovem que Coréon Dú esteve ligado à moda e os seus esforços enquanto scouter já teve os seus reconhecidos triunfos. Contribuidor regular dos concursos Elite Model Look em Angola, Moçambique, Cabo Verde e África do Sul, o cantor mantém a colaboração entre o concurso Elite Model Look e a sua agência de modelos, Da Banda Model Management. O concurso teve vários sucessos com várias modelos que já desfilaram nas passerelles de marcas como Vivienne Westwood, Valentino, Louis Vuitton, Prada, entre muitas outras. Mauza António, actual cara da campanha de Outono de 2014 para a Barney's New York e Maria Borges, conhecida por ser uma das caras da H&M, Givenchy e do desfile de 2013 da marca Victoria's Secret, Roberta Narciso e Alécia Morais são algumas das modelos que Coréon descobriu e treinou, através dos concursos promovidos pela Da Banda.
A última nova cara que Coréon descobriu e que tem dado que falar é Amilna Estevão, a primeira modelo africana a figurar no Top 3 da final mundial do concurso Elite Model Look, nos últimos 30 anos.
A marca de roupa WeDú by Coréon Dú foi lançada pelo artista em 2014. A marca, de roupa unissexo, pretende celebrar a originalidade e a irreverência.

## Activismo e controvérsia
Entre os esforços activistas do artista, está a série documental, produzida em 2009, "Delinquência Estou Fora", que pretende alertar consciências para a delinquência juvenil em Angola, as suas causas e alternativas. Esta série foi precedida pelo projecto "Droga Diga Não", que levou Coréon Dú em digressão pelo país em sessões de educação e motivação de grupos de jovens e em instituições locais, para alerta para o problema.  Coréon Dú também ajudou a organizar concertos gratuitos, um dos quais com mais de 40 mil pessoas na assistência.
Num esforço concertado para alertar para a questão da desigualdade de género e advogar a igualdade, criou o prémio Divas de Angola, em 2007, de forma a celebrar as conquistas femininas em áreas como negócios, educação, moda, desporto, música e filantropia. Artistas internacionais como a lenda latina Juan Luis Guerra, Adriana Calcanhotto e Paula Lima são alguns dos artistas que actuaram em edições dos prémios, de forma a apoiar a causa da igualdade de género.

## ARTES PLÁSTICAS
Em 2017, Coréon Dú chegou a surpreender o público Angolano, com a exposição de obras africanas já bastante conhecidas, mas com um pouco de fantasia, sob o tema Trauma a Fantasia.